# ESME Sudria
ESME Sudria er et fransk ingeniør-institut tilknyttet IONIS Education Group. 
48°48′52″N 2°23′42″Ø / 48.81444°N 2.39500°Ø